# IC 2546
IC 2546 — галактика типу S (спіральна галактика) у сузір'ї Насос.
Цей об'єкт міститься в оригінальній редакції індексного каталогу.